# Potez 23
Le Potez 23 est un sesquiplan monomoteur de chasse conçu en 1923.

## Historique
Le Potez 23  est construit par la société des Aéroplanes Henry Potez. Il répond au programme de chasse C1 émis par le STAé en 1923. Le chasseur C1 doit avoir une vitesse de 240 km/h, un armement de deux mitrailleuses à l'avant et des réservoirs protégés et éjectables.
La  structure est en longerons en bois, le fuselage est recouvert de contreplaqué vissé et collé, les ailes, les empennages et la queue de toile. Le haubanage des ailes est simplifié et reprend l'expérience acquise sur le Potez XV S. Le train d'atterrissage comprend deux roues et une béquille arrière.
L'avion n'atteint pas les performances demandées et ne connaît aucune construction en série. Il s'agit toutefois du premier exemplaire de la lignée qui va déboucher sur le Potez 25.

## Utilisateurs
- France
  - Potez, prototype.